# حمله به سفارت و کنسولگری عربستان سعودی در ایران
حمله به سفارت عربستان در تهران روز شنبه ۱۲ دی ۱۳۹۴ پس از اعدام شیخ نمر، روحانی مخالف دولت عربستان انجام شد. وزارت کشور عربستان گفته‌است وی در میان ۴۷ نفری است که به اتهام اعمال تروریستی اعدام شده‌اند. اعدام شیخ نمر واکنش‌های تندی را از طرف مقامات ایرانی به همراه داشت به‌طوری‌که سيد علی خامنه‌ای رهبر جمهوری اسلامی ايران گفت: انتقام الهی گریبان سیاست گران سعودی را خواهد گرفت.
پس از پخش خبر اعدام شیخ نمر معترضان در مشهد، به ساختمان کنسولگری عربستان حمله کرده و پرچم عربستان را از ساختمان کنسولگری این کشور پایین کشیده و برخی از معترضان موادی آتش‌زا به ساختمان کنسولگری عربستان پرتاب کردند. در تهران  از ساعت ۲۲ شب تجمع در برابر سفارت انجام شد که تعدادی از تجمع کنندگان وارد ساختمان سفارت شده، پرچم عربستان را به زیر کشیده و پس از تخریب اموال داخل ساختمان بنای داخلی سفارت را به آتش کشیدند. سردار ساجدی نیا، فرمانده نیروی انتظامی تهران بزرگ و اسکندر مؤمنی، جانشین فرمانده نیروی انتظامی برای آرام کردن معترضان در محل سفارت عربستان حضور پیدا کردند و معترضان را به آرامش دعوت کردند خبرگزاری‌های نزدیک به دولت جمهوری اسلامی از حمله‌کنندگان به سفارت عربستان با نام «عده‌ای خودسر» یاد کردند.

## بازداشت حمله‌کنندگان به سفارت
دادستان عمومی و انقلاب تهران از بازداشت ۴۰ نفر از کسانی که در ورود به ساختمان سفارت سعودی نقش داشتند خبر داد دادستان تهران عباس جعفری دولت‌آبادی بیان کرد دستور قضایی برای شناسایی و دستگیری سایر افراد در این زمینه صادر شده‌است. «غلامعلی صادقی» دادستان عمومی و انقلاب مشهد نیز از دستگیری ۴ نفر از کسانی که در ورود به ساختمان کنسولگری عربستان در مشهد نقش داشتند خبر داد.
همچنین سخنگوی وزارت خارجه خواستار جلوگیری از هرگونه تجمع در برابر این اماکن دیپلماتیک شد.

## تجمعات روز یکشنبه
استانداری و شورای تأمین استان تهران هر گونه تجمع جلوی مکان‌های دیپلماتیک در تهران را غیرقانونی و خودسرانه دانست ولی اعلام کرد مردم می‌توانند در میدان فلسطین به اعدام شیخ نمر واکنش نشان دهند ولی با این حال عده‌ای برای دومین بار جلوی سفارت عربستان تجمع کردند و خواستار عوض کردن نام خیابان جلوی سفارت به شیخ نمر شدند. شورای شهر تهران، با مصوبه‌ای تغییر نام «خیابان بوستان» در منطقه ۱ که سفارت عربستان سعودی در آن قرار گرفته‌است، به «خیابان  نمر باقر النمر» را تصویب کرد. در مشهد نیز برای دومین روز در جلوی کنسولگری این شهر تجمعاتی انجام شد که پلیس برای متفرق کردن آنان مجبور به استفاده از ماشین‌های آب‌پاش شد.

## حمله کنندگان به سفارت
در آبانماه ۱۳۹۵ محکومیت دستگیرشدگان حمله به سفارت توسط دادگاه اعلام شد. دستگیرشدگان ۲۱ نفر بودند که یکی از آن‌ها به دلیل روحانی بودن به دادگاه ویژه روحانیت ارجاع داده شد و برای ۲۰ نفر دیگر برای ۱۳ نفر حکم تعلیقی دو سال زندان و برای ۵ نفر نیز حکم شش ماه حبس تعزیری صادر کرد. برای متهمان نیز ۲۰ روز مهلت گذاشته شد که به حکم صادره اعتراض کنند.
در فروردین ماه ۱۳۹۶ دو سال بعد از حمله و به آتش کشیدن سفارت عربستان در تهران و مشهد، اژه‌ای سخنگوی قوه قضاییه ایران اعلام کرد که دستگیرشدگان ۲۰ نفر بودند که سه نفر از آن‌ها تبرئه شدند حکم شش نفر از آن‌ها قطعی شد، محکوم شدگان به حکم صادره اعتراض کردند و مشخص نیست که نتیجه اعتراض چه خواهد شد. یکی از دلایل تبرئه متهمان این است که شاکی خصوصی در مورد تخریب سفارت نبوده‌است به این معنی که کسی از این افراد شکایت نکرده‌است لذا کلیه متهمین از اتهام تخریب سفارت تبرئه شدند و تنها برای عده‌ای از آن‌ها به اتهام اخلال در نظم عمومی حکم حبس احتمالاً تا شش ماه صادر شد که به این حکم نیز اعتراض شده‌است.
در حمله به سفارت عربستان یک اکیپ از جریان افراطی که نام حزب‌اللهی برای خود انتخاب کرده‌اند به رهبری حسن کردمیهن که مقرشان در کرج است و هیأتی به نام هیئت الرضا دارند شرکت مستقیم داشتند. کردمیهن بعد از حمله به سفارت مدتی به سوریه رفت و بعد از بازگشت در فرودگاه از سوی نیروی انتظامی بازداشت شد. وی از حامیان سفت و سخت قالیباف کاندید در انتخابات ریاست جمهوری سال ۱۳۹۲ بود، وی در این انتخابات در کرج به نفع قالیباف سخنرانی کرده بود و در انتخابات سال ۱۳۹۶ نیز در ستاد انتخاباتی قالیباف مشغول فعالیت بود. در جریان مبارزات انتخابات ریاست جمهوری سال ۱۳۹۶ در ایران، اسحاق جهانگیری، یکی از کاندیداها در سخنانی خطاب به قالیباف، کاندید جناح اصولگراها گفت، حمله کنندگان به سفارت عربستان در حال حاضر در ستاد انتخاباتی شما مشغول کار هستند. جواد موگویی در اظهاراتی، غلامرضا قاسمیان را به عنوان سخنرانی که مردم را برای حمله به سفارت عربستان تحریک کرده است، معرفی کرد.
براساس حکم دادگاه بدوی برای ۱۰ تن از متهمین حمله به سفارت عربستان حکم صادر شده بود که برای ۵ نفر شش ماه حبس و برای ۵ نفر دیگر سه ماه حبس بود. در مرداد ۱۳۹۶ دادگاه تجدید نظر تهران بعد از رسیدگی مجدد به پرونده حکم دادگاه بدوی را تأیید کرد. در ابتدا متهمین ۴۵ نفر بودند که ۲۵ نفر آن‌ها به دلیل روحانی بودن به دادگاه روحانیت فرستاده شدند و ۲۰ نفر دیگر در دادگاه ویژه کارکنان دولت مورد محاکمه قرار گرفتند. از ۲۰ نفر برای ۱۰ نفر حکم صادر شد و ۱۰ نفر دیگر تبرئه شدند.

## واکنش اولیه ایران
- غلامعلی خوشرو سفیر و نماینده دائم جمهوری اسلامی ایران در سازمان ملل متحد با ارسال نامه‌ای به بان کی مون دبیرکل سازمان ملل اعلام کرد جمهوری اسلامی ایران با تأکید بر تعهدات خود وفق حقوق بین‌الملل و اسناد بین‌المللی ذی‌ربط خصوصاً کنوانسیون ۱۹۶۳ وین ناظر بر روابط کنسولی و کنوانسیون ۱۹۶۱ وین ناظر بر روابط دیپلماتیک، از هیچ اقدامی برای بازداشت کلیه عاملان بروز حادثه و پیگرد قضایی موضوع فروگذار نخواهد کرد و از این حمله متأسف است.[۳۲] اردوغان اعدام ۴۷ نفر در عربستان را موضوعی داخلی خواند و از اینکه به خاطر اعدام یک روحانی شیعه عده‌ای صدایشان بلند شده اعتراض کرد و خطاب به مقام‌های ایرانی گفت:[۳۳]

در سوریه ۴۰۰ هزار نفر کشته شدند چرا آن موقع صدایتان بلند نشد؟ چرا به سوریه اسلحه می‌فرستید؟ چرا از بشار اسد قاتل حمایت می‌کنید؟

## واکنش عربستان سعودی
در اول اوت ۲۰۱۷ بیانیه‌ای از طرف وزارت خارجه عربستان سعودی منتشر شد که در قسمتی از آن عنوان شده‌است که مقامات ایرانی برغم قبول اولیه، از همکاری و دادن اجازه به یک تیم عربستان برای ورود به سفارت عربستان در تهران و کنسولگری این کشور در مشهد جهت تحقیقات وقایع اتفاق افتاده در آن خودداری کردند. این بیانیه گفت: «مقامات ایرانی متوسل به تاکتیک‌های جعلی شدند… تیم عربستان سعودی قرار بود تا در کنار مقامات ایرانی از دو تأسیسات عربستان بازدید کرده و پروسه در ارتباط با آن‌ها را نهائی کند… چنین اقدامات تعویقی نشانگر رفتار و سیاست ایران و عدم احترام آن به قوانین و کنوانسیونهای بین‌المللی و نقض مصونیت دفاتر دیپلماتیک توسط آن می‌باشد، اینها تاکتیک‌هایی است که ایران برای بیش از ۳۸سال در حال بکارگیری آن‌ها می‌باشد». عربستان سعودی گفت از سازمان‌های بین‌المللی خواستار دیدار خواهد شد و در نظر دارد تا دست به اقدامات حقوقی ضروری برای حفظ حقوق دیپلماتیک خود در راستای کنوانسیون وین بزند.

## واکنش‌های بین‌المللی
بعد از حمله به سفارت عربستان در تهران و کنسولگری عربستان در مشهد مقام‌های کشورهای منطقه و جهان به آن واکنش نشان دادند و این اقدام را محکوم کردند. شورای امنیت سازمان ملل حمله به سفارت عربستان را محکوم کرد و در بیانیه شورای امنیت آمده‌است:
اعضای شورای امنیت با شدیدترین لحن حملات به سفارت عربستان در تهران و کنسولگری آن کشور در مشهد در جمهوری اسلامی ایران را که باعث تعرض به محوطه‌های دیپلماتیک و کنسولی شد و خسارات جدی وارد آورد محکوم می‌کنند.

## بازتاب واقعه روی مراسم حج
بعد از واقعه حمله به سفارت عربستان سعودی، حکومت ایران از شرکت زائران ایران با شرایطی که عربستان تعیین می‌کرد خودداری کرد. بعد از مذاکرات انجام شده بین مقامات ایران و عربستان توافق شد که زائران ایرانی در حج ۱۳۹۶ شرکت کنند. بر اساس اعلام خبرگزاری‌های ایران، امسال ۸۶ هزار و ۵۰۰ زائر ایرانی در مراسم حج شرکت خواهند کرد.
سید علی خامنه‌ای در سخنرانی اش برای دست‌اندرکاران مراسم حج در ۸ مرداد ۱۳۹۶ تأکید کرد که مسئله فلسطین در مراسم حج نبایستی مورد غفلت قرار گیرد. او گفت که مراسم حج بهترین محل برای ابراز عقیده و بیان مواضع ملت‌های مسلمان می‌باشد.
| سمت                            | کشور نهاد           | واکنش |
| ------------------------------ | ------------------- | --- |
| سخنگوی وزارت خارجه مصر         | مصر                 | وزارت امور خارجه مصر حمله به سفارت عربستان و کنسولگری این کشور در مشهد را محکوم کرد |
|                                |                     | شورای همکاری خلیج فارس با صدور یک بیانیه، حمله به سفارت عربستان در تهران و کنسولگری آن در مشهد را محکوم کرد. |
| سخنگوی وزارت امور خارجه بحرین  | بحرین               | وزارت خارجه بحرین تعرض به سفارت و کنسولگری عربستان در تهران و مشهد را محکوم کرد. |
| اتحادیه عرب                    | اتحادیه عرب         | نبیل عربی، دبیرکل اتحادیه عرب در واکنش به اعدام شیخ نمر رهبر شیعیان عربستان اعلام کرد این اتحادیه در کنار عربستان سعودی است و از این کشور در مبارزه با تروریسم حمایت می‌کند.                                                                                  |
| دولت امارات                    | امارات متحده عربی   | کشور امارات بعد از حمله به سفارت عربستان و در حمایت از این کشور سفیر ایران در ابوظبی را فراخواند |
| دولت اردن                      | اردن                | اردن حمله به سفارت عربستان را نقض قوانین بین‌المللی و توافقنامه ژنو در مورد صیانت از هیئت‌های دیپلماتیک دانست. |
| دولت تونس                      | تونس                | سوزاندن سفارت عربستان نقض کشنده از کنوانسیون‌های بین‌المللی است |
| وزارت امور خارجه لیبی          | لیبی                | وزارت خارجه لیبی این نوع اقدام‌ها را وحشیانه توصیف کرد و آن را مغایر با قوانین عرف بین‌المللی به ویژه کنوانسیون ۱۹۶۱ وین دانست. |
| وزارت امور خارجه سودان         | سودان               | وزارت خارجه سودان نیز با اظهار تأسف عمیق این اقدام را محکوم کرد و از مسئولان ایرانی خواست به قوانین بین‌المللی احترام گذاشته و از سفارت‌ها حمایت کنند. |
| سخنگوی وزارت امور خارجه آمریکا | ایالات متحده آمریکا | ضمن تأکید بر حق ایرانی‌ها برای اعتراض مسالمت‌آمیز، حمله به سفارت عربستان در تهران را قویا محکوم کرد |
| فرانسه                         | فرانسه              | دولت فرانسه از ریاض و تهران خواست تا از تنش‌های میان خود بکاهند |
| وزارت امور خارجه روسیه         | روسیه               | وزارت خارجه روسیه حمله به اماکن دیپلماتیک به هیچ وجه نمی‌تواند روشی قانونی برای اعتراض تلقی شود. همچنین از وخیم‌تر شدن وضعیت در منطقه ابراز نگرانی جدی کرده و از دو کشور ایران و عربستان خواسته برای جلوگیری از پیچیده‌تر شدن اوضاع از خود خویشتنداری نشان دهند |
| نخست‌وزیر بریتانیا              | بریتانیا            | بریتانیا خواهان ثبات در خاورمیانه و روابط خوب بین کشورهای این منطقه است |
| سخنگوی وزارت امور خارجه آلمان  | آلمان               | آلمان از عربستان و ایران خواسته‌است از طریق گفتگو مسائل خود را حل و فصل کنند |
| سخنگوی وزارت امور خارجه قطر    | قطر                 | وزارت خارجه قطر این اقدام نقض آشکار معاهدات، عرفهای بین‌المللی و توافق روابط دیپلماتیک وین است. |
| معاون ریاست پارلمان کویت       | کویت                | اقدامات تخریبگرانه و سوزاندن کنسولگری عربستان در تهران و مشهد و نیز آنچه را که اظهارات توهین‌آمیز مقامات ایرانی و عراقی علیه ریاض خواند، محکوم کرد |
| نخست‌وزیر ترکیه                 | ترکیه               | وی ضمن دعوت ایران و عربستان به خونسردی و خویشتن‌داری و حل اختلاف بین آن‌ها از راه‌های دیپلماتیک، حمله به اماکن دیپلماتیک را به شدت محکوم کرد. |
| سخنگوی دولت ژاپن               | ژاپن                | ژاپن از هر دو طرف خواست برای جلوگیری از وخیم تر شدن اوضاع، خویشتن دار باشند و از طریق گفتگو و تبادل نظر، مسائل را حل و فصل کنند. |
| وزیر امور خارجه مالزی          | مالزی               | عنیفه امان از مقامات ایرانی خواسته همه اقدام‌های لازم برای حفاظت از اماکن مأموریت‌های خارجی را براساس کنوانسیون ۱۹۶۱ وین در مورد روابط دیپلماتیک انجام دهند و اقدامات قانونی علیه عاملان این حملات انجام دهد                                                   |
| وزارت امور خارجه عمان          | عمان                | عمان حمله به سفارت عربستان را، زیر پا گذاشتن قرارداد وین دربارهٔ روابط و مصونیت‌های دیپلماتیک عنوان کرده و آن را غیرقابل قبول دانسته‌است. |

## واکنش‌های مقام‌های ایران
این حمله در ایران نیز واکنش‌های فراوانی داشت
- حسن روحانی رئیس‌جمهور کشور در پیامی حمله به مکان‌های دیپلماتیک را محکوم کرد و از وزارت کشور و قوه قضایی و وزارت اطلاعات خواست عاملان این حمله را شناسایی و دستگیر کنند.[۶۰][۶۱][۶۲] حسن روحانی:مردم مسلمان ایران اگرچه در کنار همه مسلمانان جهان این اقدام غیراسلامی را به شدت محکوم می‌کنند اما اجازه نمی‌دهند که این جنایت، دستمایه افراد و گروه‌های خودسر در کشور برای انجام اعمال غیرقانونی و هتک حیثیت نظام مقدس جمهوری اسلامی گردد. حرکتی که توسط جمعی افراد افراطی شب گذشته در تهران و مشهد صورت گرفت و به وارد آمدن خسارت به سفارت و کنسولگری کشور عربستان که شرعاً و قانوناً باید در پناه جمهوری اسلامی ایران در امنیت باشد منجر گردید، به هیچ عنوان قابل توجیه نیست و قبل از هر چیزی توهین به نظام و لطمه به آبروی جمهوری اسلامی ایران تلقی می‌شود. همه مسئولان نظام، عزم قاطع دارند که با این خودسری‌ها و اعمال مجرمانه برخورد جدی شود.

مدتی بعد حسن روحانی حمله کنندگان به سفارت و کنسولگری عربستان را «عده‌ای نادان و احساساتی» خواند که موجب شدند «بازی به نفع عربستان تغییر کند» و دولت عربستان با فرار به جلو و قطع روابط دیپلماتیک خود با تهران، خود را از فشار های سیاسی و حقوقی ایجاد شده پس از حادثه منا برهاند
همچنین وی در نامه‌ای به رئیس قوه قضاییه از صادق لاریجانی خواست تا پرونده حمله به سفارت عربستان در تهران و کنسولگری این کشور در مشهد، فوری و خارج از نوبت رسیدگی شود.
- علی خامنه‌ای، رهبر جمهوری اسلامی در سخنان خود، این کار را کاری بد و غلط دانست؛ اما در عین حال تأکید کرد نباید جوانان مؤمن و انقلابی را به این دلیل تحت فشار گذاشت.
- رئیس مجمع تشخیص مصلحت نظام  هاشمی رفسنجانی نیز در واکنش به حمله برخی به سفارت عربستان و همچنین کنسولگری این کشور در مشهد تأکید کرد: حرکات افراطی و حمله به اماکن دیپلماتیک و تخریب و خشونت، ادامه راه را سخت و بحران‌های منطقه‌ای را تشدید می‌کند.[۶۵][۶۶][۶۷]
- علی مطهری نماینده مردم تهران در مجلس شورای اسلامی، حمله به سفارت‌خانه‌ها را خلاف قوانین بین‌المللی دانست[۶۸]
- وزیر امور خارجه محمدجواد ظریف در تماس‌هایی که با تعدادی از وزرای خارجه کشورهای منطقه، دبیرکل سازمان ملل و موگرینی مسئول سیاست خارجی اتحادیه اروپا داشت، تعهد صریح جمهوری اسلامی ایران در خصوص حفاظت از اماکن دیپلماتیک را خاطرنشان ساخت.
- معاون اول قوه قضاییه هم اقدامی که در مورد سفارت عربستان شد را خلاف قانون و مقررات دانست.
- بسیج دانشگاهی تهران در بیانیه‌ای عدم تأیید و همراهی با وقایع ۱۲ دی مقابل سفارت عربستان را اعلام کرد[۶۹]
- معاون امنیتی وزیر کشور اعلام کرد با هرگونه تعرض به سفارتخانه‌های خارجی در تهران برخورد خواهد شد[۷۰]
- احمد خاتمی خطیب نماز جمعه تهران: با آتش زدن سفارتخانه‌ها چیزی به دست نمی‌آوریم[۷۱]
- محمدحسن ابوترابی نایب رئیس مجلس شورای اسلامی خواستار برخورد جدی با خاطیان شد[۷۲]
- سعید منتظرالمهدی سخنگو و معاون اجتماعی ناجا دستگیرشدگان را لیدرهای حمله‌کنندگان به سفارت عربستان نامید. منتظرالمهدی دربارهٔ اینکه آیا جریانی هدایت حمله‌کنندگان به سفارت را پشتیبانی می‌کرده یا خیر، گفت:[۷۳]

دستگاه قضایی باید در این باره تحقیق کند و در بازجویی‌های اولیه به چنین چیزی نرسیدیم؛ و پیش‌بینی‌های لازم در این خصوص انجام شده بود و نیروهایمان را هم تقویت کردیم. مردم را خیلی وقت‌ها نمی‌شود زد، آخرین درمان روش سلبی است.
صادق لاریجانی رئیس قوه قضاییه ایران حمله به سفارت عربستان را اقدامی غلط و غیرمنطقی و نامعقول خوانده و تعرض به سفارتخانه را بدون هیچ اثری دانسته‌است.
- مکارم شیرازی حمله به سفارت عربستان را برای نظام و اسلام دارای هزینه سختی دانست و گفت وقتی دنیا در حال محکوم کردن سعودی‌ها هستند، چرا ما کاری کنیم که ورق برگردد.[۷۵]
- سردار محسن کاظمینی فرمانده سپاه تهران حمله به سفارت را کار سازماندهی شده دانست و مدعی شد این حمله کار نیروهای حزب‌اللهی نبوده‌است.[۷۶]
- محمد باقر نوبخت، سخنگوی دولت نیز حمله به سفارت عربستان را در شان ملت ایران ندانسته‌است.[۷۷]
- فرمانده نیروی انتظامی تجمع در جلوی سفارت را کاری درست خواند، اما حمله را مشکوک دانست.
- حسین ذوالفقاری معاون امنیتی و انتظامی وزیر کشور در یک موضعگیری در مورد وقایع به آتش کشیدن سفارت عربستان گفت که این افراد سازماندهی شده آمدند و بیش از ۱۰ سال است که در کرج و تهران در زمینه امور خیریه و مذهبی فعالیت می‌کنند.[۷۸]
- حسام الدین آشنا مشاور حسن روحانی در یک موضعگیری گفت که دوران آشوبگری و دوران اجتهادهای شخصی به پایان رسیده‌است.

## قطع روابط دیپلماتیک عربستان و کشورهای عربی
وزیر امورخارجه عربستان و رئیس اداره رسانه‌ای عربستان به‌طور مشترک در یک کنفرانس خبری در مورد وقایع رخ داده در شنبه شب اطراف سفارت و کنسولگری این کشور در ایران موضع گرفتند. عادل الجبیر در این کنفرانس خبری ضمن طرح این ادعا که نیروهای ایرانی هیچ تلاشی برای جلوگیری از تجاوز به ساختمان سفارت و کنسولگری انجام ندادند، ادامه داد: حمله به سفارت، نقض آشکار قوانین بین‌المللی است و این موضوع به شورای امنیت گزارش شده‌است. وی همچنین اعلام کرد که روابط دیپلماتیک خود با ایران را قطع کرده و از هیئت دیپلماسی ایرانی خواسته‌است تا ظرف ۴۸ ساعت خاک این کشور را ترک کنند و این تصمیم در راستای منافع کشور اتخاذ شده‌است.
| توضیح دربارهٔ قطع کردن روابط |
| --- |
| بحرین اولین کشوری بود که به حمله سفارت عربستان واکنش نشان داد این کشور در حمایت از عربستان از هیئت دیپلماتیک ایران خواست که ظرف ۴۸ ساعت خاک بحرین را ترک کند.                    |
| مقام‌های سودان بعد حمله به مکان‌های دیپلماتیک به عربستان اطلاع داده‌اند که دولت سودان سفیر ایران و دیپلمات‌های این کشور را در اعتراض به حمله به سفارت عربستان در تهران اخراج کرده‌است |
| جیبوتی در نامه‌ای به مقام‌های ایرانی دلیل قطع روابط خود را حمله به سفارت عربستان و مسخره کردن این کشور توسط سخنگوی دولت ایران عنوان کرده‌است.                                       |
| کویت عضو شورای همکاری خلیج فارس نیز سفیر خود در ایران را فراخواند. |
| وزارت امور خارجه سومالی مداخلات ایران در امور داخلی سومالی را دلیل قطع روابط دانسته‌است و به کارکنان سفارت ایران ۷۲ ساعت فرصت داد تا خاک این کشور را ترک کنند.                    |
| کومور نیز بعد از حمله به سفارت عربستان و در اعتراض به این اتفاق، سفیر ایران در مورونی را فراخواند.                                                                               |
| امارات متحده عربی سطح روابط دیپلماتیک خود را با ایران در سطح کاردار کاهش داد. |
| در پی حملات به سفارت عربستان سعودی در تهران و کنسولگری این کشور در مشهد، قطر سفیر خود در تهران را فرا خواند.                                                                     |

## نشست اضطراری اتحادیه عرب و شورای همکاری خلیج فارس
عربستان بعد از حملات ۱۲ دی ۱۳۹۴ از اتحادیه عرب و شورای همکاری خلیج فارس خواست تا نشست فوق‌العاده دربارهٔ این حملات و دخالت ایران در کشورهای عربی برگزار شود. جلسه شورای همکاری خلیج فارس روز یکشنبه ۲۰ دی ماه ۱۳۹۴ در ریاض برگزار شد که در آن وزاری ۶ کشور عضو در بیانیه تندی از ایران خواستند از دخالت در امور داخلی کشور عربستان سعودی و کشورهای منطقه دست بردارد. اتحادیه عرب نیز جلسه فوق‌العاده‌ای در قاهره مصر برگزار کرد و در آن وزرای خارجه کشورهای عربی با انتشار بیانیه‌ای حمله به اماکن دیپلماتیک عربستان سعودی در ایران را محکوم کردند و به تهران هشدار دادند که در صورت تداوم دخالت‌ها در امور داخلی کشورهای عربی، باید انتظار واکنش‌های شدیدتری را داشته باشد.

## سایر موضع‌گیری‌ها
محمد النمر برادر شیخ نمر باقر النمر نیز در واکنش به این حمله در توییتی نوشت:
ضمن احترام به عواطف همگان، حمله سفارت خود در ایران یا هر کشور دیگری را محکوم می کنیم.

## بازتاب در رسانه‌های جهان
تمامی شبکه‌های تلویزیونی منطقه از جمله العربیه و الجزیره به صورت ویژه این اتفاق را بازتاب دادند. شبکه‌های بین‌المللی حمله به سفارت عربستان را سرخط خبرهای خود قرار دادند و به آن واکنش نشان دادند.

## دیگر پیامدها

### تأثیر حوادث بر روی فوتبال
تیم‌های باشگاهی عربستان در بیانیه‌ای اعلام کردند به خاطر نبودن امنیت حاضر به بازی در لیگ قهرمانان آسیا در ایران نیستند و از کنفدراسیون فوتبال آسیا خواستند زمینی بی‌طرف برای بازی آنان انتخاب کنند. این قانون از لیگ قهرمانان آسیا ۲۰۱۶ تا لیگ قهرمانان آسیا ۲۰۲۲ بر تمام مسابقات باشگاهی و ملی دو کشور حکمیت دارد.

### لغو حج تمتع
پس از قطع کامل روابط دو کشور، امکان صدور ویزا و اعزام به حج و مسائلی از این دست نیز از بین رفت که این مسئله بدون نیاز به تصمیم‌گیری دولت ایران منجر به تعطیلی سفر حج شد.

## از سرگیری دوباره روابط
سفارت ایران در ریاض که پس از دی‌ماه ۱۳۹۴ در پی حمله سازماندهی‌شده به سفارت عربستان در تهران، بسته شده بود، پس از هفت سال تعطیلی و قطع روابط دیپلماتیک ایران و عربستان سعودی، در ۱۶ خرداد ۱۴۰۲، دوباره بازگشایی شد.